# Municipio de Holsclaw
El municipio de Holsclaw (en inglés: Holsclaw Township) es un municipio ubicado en el condado de Tripp en el estado estadounidense de Dakota del Sur. En el año 2010 tenía una población de 17 habitantes y una densidad poblacional de 0,28 personas por km².

## Geografía
El municipio de Holsclaw se encuentra ubicado en las coordenadas 43°7′41″N 100°10′0″O / 43.12806, -100.16667. Según la Oficina del Censo de los Estados Unidos, el municipio tiene una superficie total de 61.73 km², de la cual 61,73 km² corresponden a tierra firme y (0 %) 0 km² es agua.

## Demografía
Según el censo de 2010, había 17 personas residiendo en el municipio de Holsclaw. La densidad de población era de 0,28 hab./km². De los 17 habitantes, el municipio de Holsclaw estaba compuesto por el 100 % blancos. Del total de la población el 0 % eran hispanos o latinos de cualquier raza.